# Európai dámvad
Az európai dámvad (Dama dama) az emlősök (Mammalia) osztályának párosujjú patások (Artiodactyla) rendjébe, ezen belül a szarvasfélék (Cervidae) családjába és a szarvasformák (Cervinae) alcsaládjába tartozó típusfaj. Egyéb nevei: európai dámszarvas, illetve röviden dámvad vagy dámszarvas.
Korábban két alfaját különböztették meg: az európai dámvadat (Dama dama dama) és a mezopotámiai dámvadat (Dama dama mesopotamica). Mára a legtöbb kutató elfogadja ezeket két külön fajnak.

## Fejlődéstörténete
Mára közeli rokonával, a mezopotámiai dámvaddal együtt egyedüli élő képviselői a Dama nemnek.
A Dama nem a felső pliocén korban alakult ki Ázsiában, és Európában először a pleisztocén korban jelent meg. Észak-Afrikában szintén a pleisztocén korban találták meg először nyomait a nemnek. A pleisztocén kor melegebb időszakaiban több faja is élt a nemnek Közép-Európában és egy fajuk (Dama nesti) a Brit-szigeten is előfordult. A hidegebb időszakokban e fajok a Földközi-tenger medencéjében található enyhébb éghajlatú területekre húzódtak vissza. Az utolsó interglaciális időszakban a Dama clactoniana fajból alakult ki a mai dámvad. Ekkor a Földközi-tenger szigetei közül Szicílián és Málta szigetén egy törpe dámszarvas faj is élt, a Dama carburangelensis. Agancsának az ázsiai nomád népek varázserőt tulajdonítottak.

## Előfordulása
Az európai dámszarvas 130 000 évvel ezelőtt majdnem egész Közép-Európában elterjedt volt. A Würm-glaciális után a kis-ázsiai területektől már nem követte annyira északra az ismét előrenyomuló erdőket. A Földközi-tenger térségében (Elő-Ázsiában és Észak-Afrikában) az ókorban még gyakoriak voltak a dámszarvasok, de a vadászat fokozatosan visszaszorította őket. Később a rómaiak akkori elterjedési területükön kívülre is áttelepítették. Meghonosították Görögországban, Olaszországban, Spanyolországban is. Közép-Európába, elsősorban Németországba telepítették be és a római megszállás során vitték be Nagy-Britanniába. Európában a dámszarvas lett a legelterjedtebb „parkvad”.
Később világszerte sokfelé meghonosították mint kedvelt vadászzsákmányt. Így mára vadon élnek dámszarvasok Új-Zélandon, Ausztráliában, Tasmaniában, az Egyesült Államokban, Peruban, Chilében, Argentínában, a Dél-afrikai Köztársaságban, Madagaszkáron és Japánban is.
A dámszarvas a fokozódó vadászat miatt eredeti elterjedési területén egyre ritkábbá vált. A 19. század során kihalt Észak-Afrikában. 1900-ra eltűnt Görögországból és az 1950-es években kihalt Szardínián is. Eredeti elterjedési területének ázsiai részén is egyre ritkább fajjá válik. Korábban Etiópiában is élt, amiről egy több mint 1000 éves barlangfestmény tanúskodik, de onnan már régen kihalt.
Az a furcsa helyzet állt elő, hogy bár eredeti elterjedési területének java részéről kihalt vagy nagyon megritkult, mégsem számít veszélyeztetett fajnak, mert betelepített állományai világszerte nagyok. Hazánkban Somogy, Baranya, Tolna, Pest, Nógrád, Szabolcs-Szatmár-Bereg és Békés vármegye egyes erdeiben található meg. Újlengyel egyik magánerdő-tulajdonosa, a Kaán Károly-díjas erdőmérnök, dr. Czerny Károly (1944-2020) az ezredfordulón a dámszarvas terjeszkedését segítette elő, a faj népszerűsítése és kutatása érdekében. Erről készített festményt 2020-ban Sajdik Ferenc grafikusművész. A dámvad hazánkban vadászható.
A nyitott, parkos területeken találja meg a megfelelő életkörülményeket, a melegebb vidékeket és a lombos erdőket kedveli.

## Megjelenése
Testhossza 130–165 cm, farokhossza 16–19 cm, marmagassága 75–110 cm, testtömege 60–125 kg (bika) és 30–50 kg (tehén). A dámszarvas hosszúra nyúlt, lapátszerű agancsa jelentősen különbözik minden más szarvasétól. Mindkét nem felnőttkori bundáján vörösesbarna alapon sorokba rendezett fehér pöttyöket találunk. A világos formáktól kezdve a teljesen fehér alakokig sokféle változat fordul elő. De sötétbarna állatok is vannak, főleg a vadasparkokban tartott dámszarvasok között. Nyáron a szőrzet vékony és sima. Télen a fejtető, a nyak és a fülek barnásszürkék lesznek; a hát és az oldalak feketések; a szőrzet vastag és durva. A fehér állatok egy évszakban sem változtatják meg színüket, és télen csak hosszabb szőrzetükkel tűnnek ki. Néhány szarvas már fiatal korában is sárgás bundát visel, ritkán fekete példányok is előfordulnak. A fartükör fehérrel és feketével keretezett. A dámszarvas 12-16 évig is élhet. Más szarvasokkal szemben feltűnő a hosszabb farok. A nőstény állatokat könnyű összetéveszteni a pettyes vagy a szikaszarvasokkal.

## Életmódja
A dámszarvasok társadalmi rendje alapjaiban hasonlít a gímszarvaséhoz. A csapat családokra tagozódik, és az üzekedési időszakon (a vadászati szaknyelven barcogás) kívül a bikák csak lazán kapcsolódnak a csoporthoz. Általában legénycsapatokban találjuk őket, melyek az üzekedés kezdetekor oszlanak fel. Legelés közben elég könnyű megzavarni őket. Napközben az állatok rejtekhelyükön pihennek. Télen erősen korlátozzák a tevékenységüket. Mivel a csapatok egész évben együtt maradnak, ezért főként többé-kevésbé rokon állatokból állnak. A csapatok között a bikák cserélődnek.
Tápláléka füvekből és lágyszárúakból, fák és cserjék fiatal hajtásaiból, rügyeikből és a leveleikből áll; rostokban kevésbé gazdag, mint a gímszarvas tápláléka. A vadasparkban tartott állatok - ha létszámuk és így legelésük, illetve taposásuk meghaladja a gyep tűrőképességét - gyorsan tönkreteszik a gyepet.
|  |  |  |

## Szaporodása
A dámszarvasok üzekedése (barcogás) október eleje - november közepe között zajlik, egy hónappal később, mint a gímszarvasoknál. A bikák csoportjai kora ősszel bomlanak fel, amikor az agancsaikról a barkát, (más néven háncs) már letisztították. A dámszarvasok barcogása a gímszarvasétől jelentősen eltér, mivel a dámok lekben üzekednek, míg a gímszarvasbikák háremeket foglalnak, illetve védenek a konkurens bikákkal szemben. A dámbikák között szintén folynak párharcok, de nem olyan súlyosak, mint a gímszarvasoknál. A dámbikák a barcogó helyeken úgynevezett barcogó teknőket kaparnak, amelyeket egyfajta üzekedési mikroterritóriumnak lehet tekinteni. A  barcogó helyen a tehenek keresik fel a bikákat és közülük különböző, sikerességre utaló jegyeik alapján választanak. A dámbika szaporodási sikerét testnagysága, hangja, agancsának nagysága és barcogó teknőjének helye határozza meg. A párzási hang, a barcogás, gurgulázó torokhang.
Május végén, június elején ellik meg a nőstények borjaikat, amelyeket a gímszarvashoz hasonlóan gondoznak. Az első napokban a rejtekhelyen hagyja őket az anyjuk. Többhetes szoptatás után áll át a borjú a növényi táplálékra. A borjak pettyes szőrzete többnyire egész életükön át megmarad. A fiatal állat hamarosan csak a méretében különbözik a nőstényektől. A fiatal bikákat többnyire kétéves korukban zavarják el a csapatból, a tehenek azonban általában a szülőcsoportjukban élik le egész életüket.

## Képek

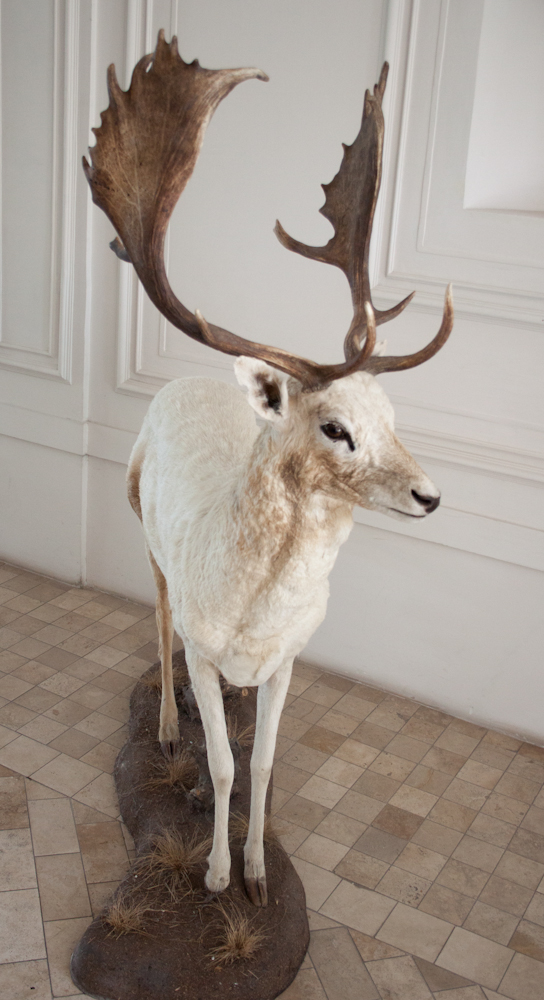
Kitömött fehér dámvad a hatvani Széchenyi Zsigmond Vadászati Múzeumban
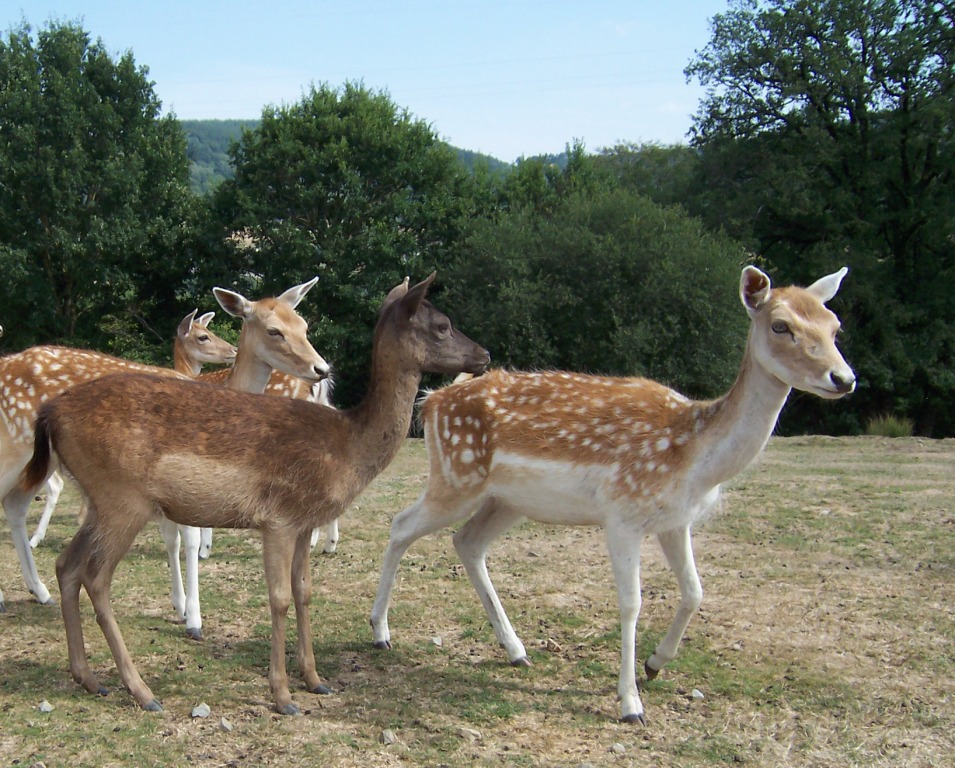
Dámvad tehenek
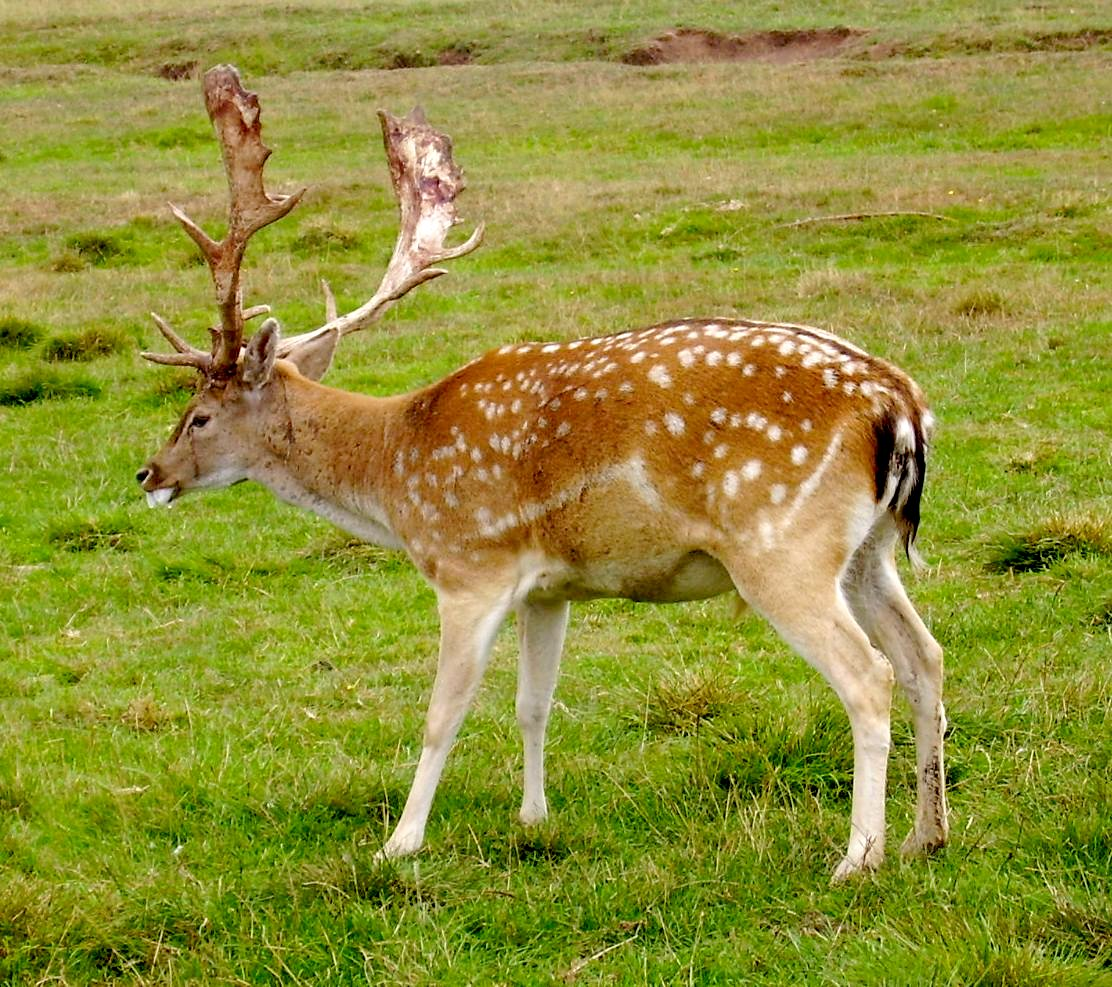
Dámvad bika
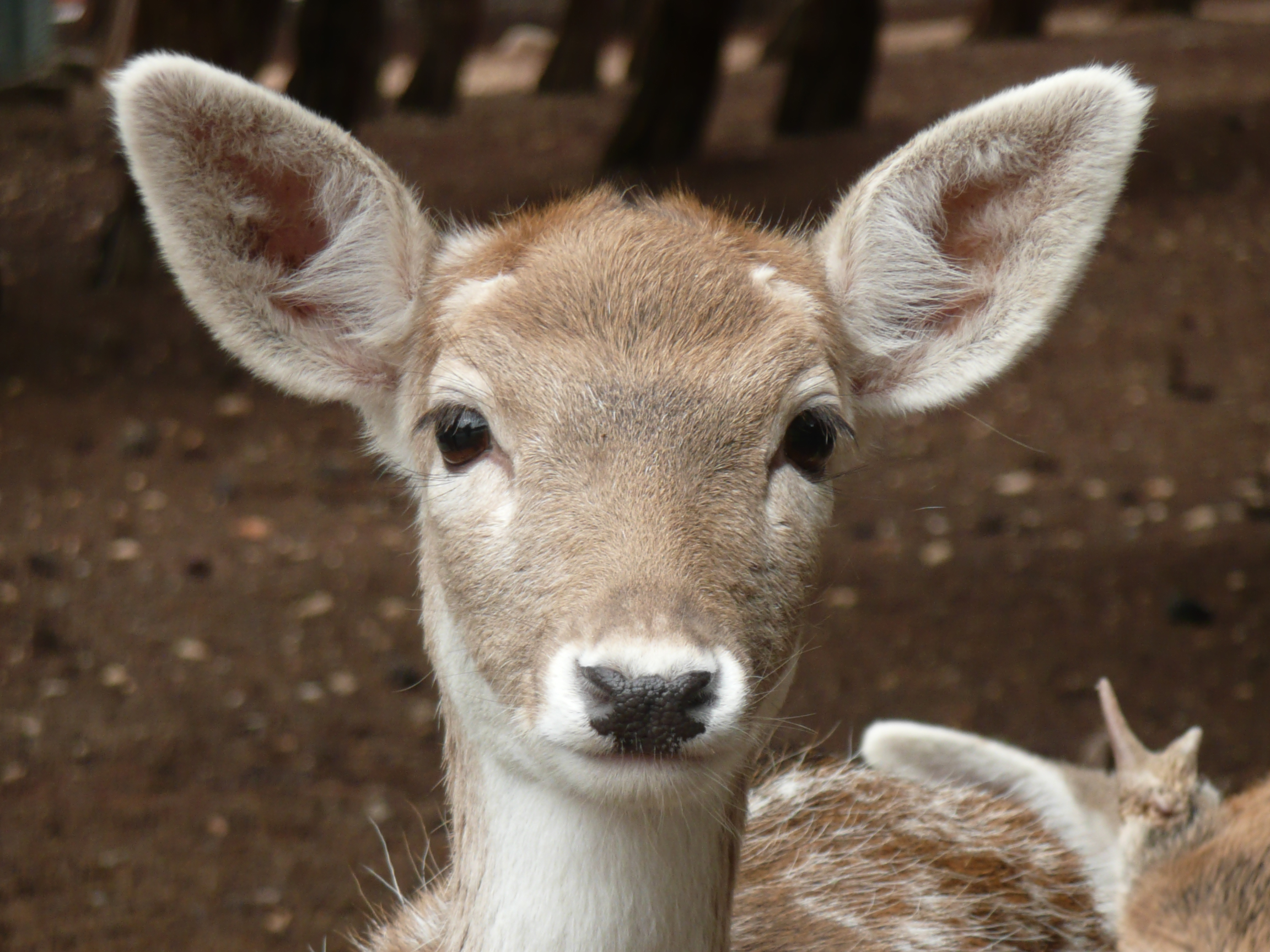
Dámvad borjú
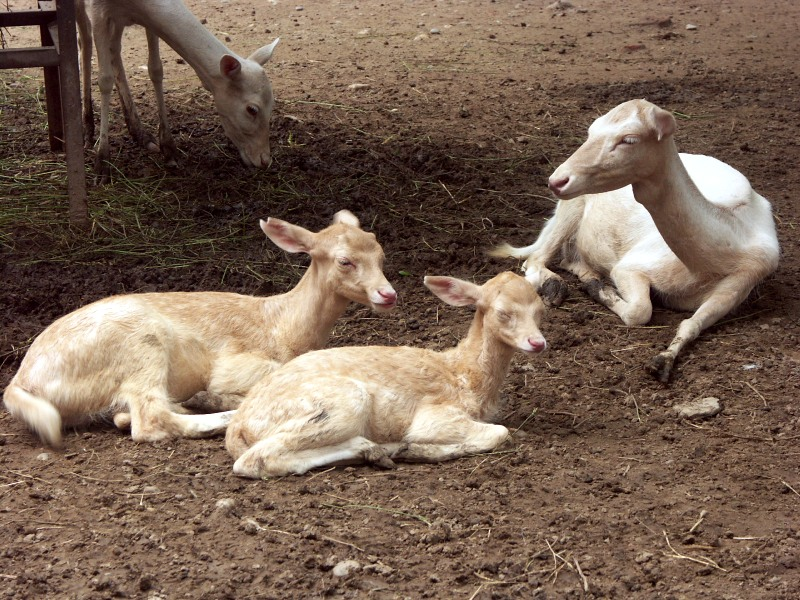
Fehér színű dámvadak
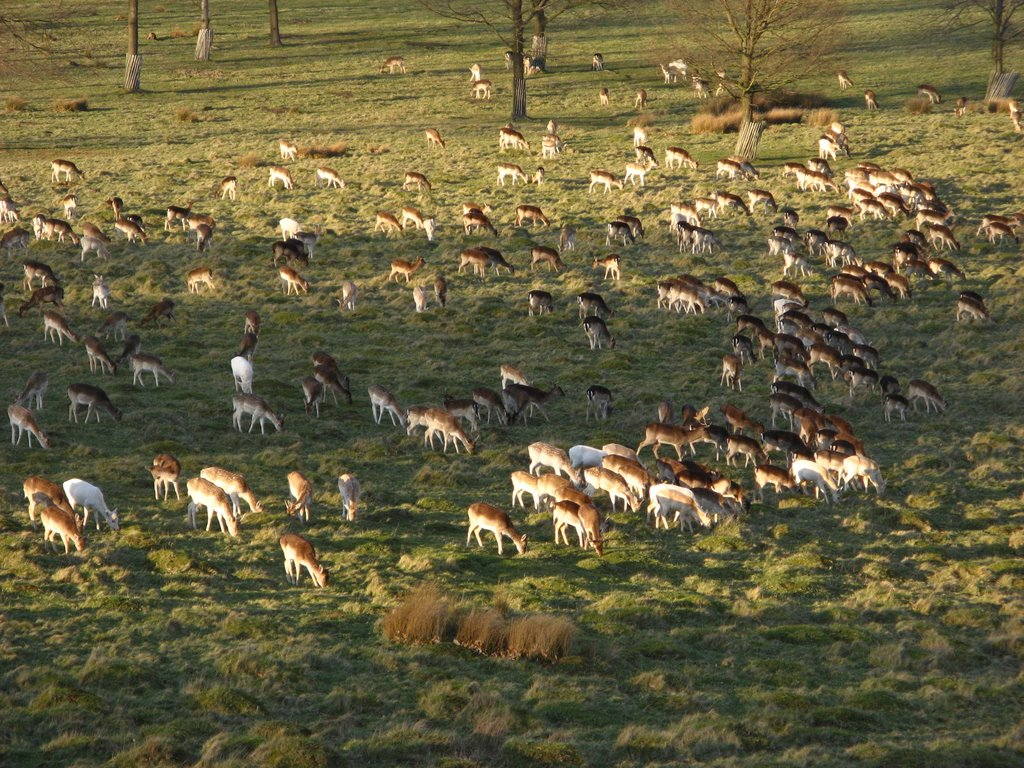
Nagy dámvadcsorda az angliai Petworth Parkban